# Resolución 1572 del Consejo de Seguridad de las Naciones Unidas
La resolución 1572 del Consejo de Seguridad de las Naciones Unidas, adoptada por unanimidad el 15 de noviembre de 2004, tras recordar la Resolución 1528 (2004) sobre la situación en Côte d'Ivoire (Costa de Marfil), el Consejo impuso un embargo de armas al país tras los recientes episodios de violencia y amenazó con nuevas sanciones si las partes marfileñas no cumplían con sus compromisos políticos. 

## Resolución
El Consejo de Seguridad observó que, a pesar de diversos acuerdos políticos, las hostilidades se habían reanudado en Côte d'Ivoire en violación del acuerdo de alto el fuego de mayo de 2003.  Existió preocupación por la situación humanitaria y el uso de los medios de comunicación para incitar al odio contra los extranjeros en el país.  Al mismo tiempo, se elogiaron los esfuerzos que realizan actualmente la Unión Africana y la Comunidad Económica de Estados de África Occidental (CEDEAO) para establecer la paz y la estabilidad.
El Consejo de Seguridad condenó los ataques aéreos de las Fuerzas Armadas Nacionales de Côte d'Ivoire como una violación del alto el fuego y exigió que todas las partes cumplan con el acuerdo de alto el fuego, enfatizando además que no había una solución militar al conflicto.  Reafirmó su apoyo a la Operación de las Naciones Unidas en Côte d'Ivoire (ONUCI) y a las fuerzas francesas. Mientras tanto, también exigió que cesen de inmediato todas las emisiones de radio y televisión que incitan al odio y a la violencia. 
La resolución impuso un embargo de armas a Côte d'Ivoire por un período inicial de 13 meses, que no se aplicaría a usos de las Naciones Unidas ni humanitarios. Además, se impuso una prohibición de viajar durante 12 meses y la congelación de activos a quienes intentaran impedir el proceso de paz, violar los derechos humanos o incitar al odio en el país.  Las restricciones no se aplicarían en caso de necesidad humanitaria. El Consejo decidió que las medidas se revisarían en 13 meses y se creó un Comité para supervisar la aplicación de las sanciones.